# Carl Snoilsky
Carl Johan Gustaf Snoilsky (8 septembre 1841 - 19 mai 1903) est un poète lyrique suédois, connu pour sa poésie réaliste.

## Biographie
Snoilsky est né à Stockholm de Sigrid (née Banér), peintre et comtesse, et de Nils Snoilsky, juge et comte chambellan. Il fait ses études à l'école Clara et au lycée de Stockholm et, en 1860, il devient étudiant à l'Université d'Uppsala. Il est formé à la diplomatie, qu'il quitte pour travailler au ministère suédois des Affaires étrangères. Dès 1861, sous le pseudonyme de Sven Tröst, il commence à publier des poèmes, et il devient bientôt le centre de la brillante société littéraire de la capitale. En 1862, il publie un recueil de paroles intitulé Orchideer ("Orchidées"). Au cours de 1864 et 1865, il est à Madrid et à Paris pour des missions diplomatiques. C'est en 1869, lorsqu'il recueille pour la première fois son Dikter sous son propre nom, que Snoilsky se classe parmi les poètes contemporains les plus éminents. Son Sonnetter  en 1871 accroît sa notoriété. Puis, pendant quelques années, Snoilsky abandonne la poésie et se consacre au travail du ministère des Affaires étrangères et à l'étude de la numismatique.
En 1876, cependant, il publie une traduction des ballades de Goethe. Snoilsky est nommé en 1876 conservateur des archives (expeditionssekreterare) et chef du département politique du ministère des Affaires étrangères. En 1878, il est élevé au rang de directeur adjoint (kansliråd) et succède à l'évêque Paul Genberg comme l'un des dix-huit de l'Académie suédoise. Mais en 1879, il démissionne de tous ses postes et quitte brusquement la Suède pour Florence avec la comtesse douairière Ebba Piper, née baronne Ruuth, qu'il épouse en 1880. Le comte Snoilsky envoie chez lui en 1881 un volume de Nya Dikter ("Nouveaux poèmes"). Deux autres volumes de Dikter paraissent en 1883 et 1887, et 1897 ; Savonarole, un poème, en 1883, et Hvita frun ("La Dame Blanche") en 1885. En 1886, il rassemble ses poèmes traitant de sujets nationaux sous le titre Svenska bilder (2e éd., 1895), qui se classe parmi les classiques suédois. En 1891, il retourne à Stockholm et est nommé bibliothécaire principal (överbibliotekarie) de la Bibliothèque royale. Il meurt à Stockholm le 19 mai 1903. Ses dikter Samlade sont rassemblés (Stockholm, 5 vols.) en 1903–1904.